# M2 카빈
M2 카빈은 미국 육군에서 사용했던 자동 소총이다.M16A1 소총으로 대체되기 전까지 예비군용 총기였으며
현재는 예비군용으로마저 사용이 중지되어 연발셀렉터가 제거된 상태로 민수용으로 쓰이는 경우가 많다.